# Гоалпара
Гоалпара (англ. Goalpara, ассам. গোৱালপাৰা) — город в западной части штата Ассам, Индия. Административный центр округа Гоалпара.

## Этимология
Название города происходит от выражения Gwaltippika, которое можно перевести как «деревня молочника».

## География
Абсолютная высота — 34 метра над уровнем моря. Расположен на берегу реки Брахмапутра, примерно в 134 км к западу от города Гувахати.

## Население
По данным на 2013 год численность населения составляет 56 162 человека. Как разговорный язык местное население использует главным образом диалект гоалпария; распространены также бенгали, хинди и другие языки.
Динамика численности населения города по годам:
| 1991   | 2001   | 2013   |
| ------ | ------ | ------ |
| 43 077 | 49 037 | 56 162 |